# Kevin William Barden
Kevin William Barden OP (* 3. Juni 1908 in Dublin; † 4. Dezember 2004) war Erzbischof von Isfahan. 

## Leben
Kevin William Barden trat der Ordensgemeinschaft der Dominikaner bei und empfing am 28. Februar 1931 die Priesterweihe.
Papst Paul VI. ernannte ihn am 30. Mai 1974 zum Erzbischof von Isfahan. Der Sekretär der Kongregation für die orientalischen Kirchen, Mario Brini, spendete ihm am 25. Oktober desselben Jahres die Bischofsweihe; Mitkonsekratoren waren Youhannan Semaan Issayi, Erzbischof von Teheran, und Hanna Kello, Bischof von Amadiyah. Am 12. August 1982 nahm Johannes Paul II. seinen altersbedingten Rücktritt an.
Im Alter von 96 Jahren starb er am 4. Dezember 2004.